# Svečina
Svečina je naselje v Občini Kungota.
Svečina je razloženo naselje ob državni meji z Avstrijo, ki ga sestavljajo posamezne kmetije in zaselki po gričevju med Svečinskim in Plačkim potokom. Sklenjeno jedro naselja je v razširjeni dolini Svečinskega potoka okoli župnijske cerkve sv. Andreja. Severno od naselja  stoji na nizki vzpetini Svečinski grad (dvor), ki je po zasnovi iz 12. stoletja, v današnji pozno renesančni obliki pa je bila postavljena leta 1629. Dvorec je bil dolgo v lasti benediktinskega samostana iz Sankt Lambrechta na avstrijskem Štajerskem
Širše območje Svečine je izrazito usmerjeno v vinogradništvo in sadjarstvo. Od 12. stoletja so tu gospodovali menihi iz različnih avstrijskih samostanov (Seckau, Admont in Sankt Lambrecht). Menihi so imeli večjo posest tudi okoli dvorca dograjenega 1629. Leta 1936 je to posest skupaj z dvorcem od benediktincev odkupila banovinska uprava in ustanovila Kmetijsko-gospodinjsko šolo, ki deluje še sedaj; od leta 1947 do 1970 pa je tu delovala Vinarsko-sadjarska šola.
Znamenit dunajski matematik in astronom Andrej Perlah je bil rojen v tej vasi.
Pri svečinskem gradu se prične gozdna učna pot, ki se konča 422 mnm na razgledni točki Kopica.